# Frascati Scherma
L'A.S.D. Frascati Scherma, fondata nel 1954, è una società di scherma nata a Frascati ed è affiliata alla Federazione Italiana Scherma. È una delle società più importanti del panorama schermistico nazionale sia per numero di atleti che per risultati ottenuti. 

## Storia
Fondata nel 1954, ha girato varie sedi (fra cui una rimessa dei Vigili del Fuoco e la soffitta di una chiesa).
La società si è aggiudicata, nel corso del tempo, un oro individuale nel fioretto alle Olimpiadi di Rio de Janeiro del 2016 con Daniele Garozzo, e altri due ori a squadre, sempre nel fioretto, con Valerio Aspromonte e Ilaria Salvatori a Londra 2012. Stefano Simoncelli ha vinto un argento a squadre nel fioretto alle Olimpiadi di Montreal del 1976, mentre Ilaria Salvatori un bronzo a squadre a Pechino 2008.
A livello mondiale, gli atleti del Frascati Scherma hanno vinto 29 medaglie d’oro, di cui 9 nelle discipline individuali e 20 a squadre, 22 medaglie d’argento, di cui 5 individuali e 17 a squadre, 21 medaglie di bronzo, di cui 13 individuali e 8 a squadre.
A livello europeo gli atleti della società si sono aggiudicati 39 medaglie d’oro, di cui 7 medaglie individuali e 32 a squadre, 18 medaglie d’argento (9 individuali e 9 a squadre) e 27 medaglie di bronzo (12 individuali e 15 a squadre).
Nel 2023 il Frascati Scherma ha vinto i Campionati italiani assoluti di scherma a squadre, solitamente appannaggio dei gruppi sportivi militari, nella disciplina del fioretto, grazie al team composto da Guilherme Amaral Toldo, Daniele Garozzo, Carlos Llavador e Federico Pistorio.
Nel 2016 la società apre una seconda sala nel comune limitrofo di Roma, presso l'istituto Pio XII. La sala viene affidata a Valerio Aspromonte.

## Atleti
Hanno fatto parte o fanno ancora parte del team, conseguendo medaglie in competizioni nazionali ed internazionali i seguenti atleti italiani:
- Andrea Aquili
- Valerio Aspromonte
- Stefano Barrera
- Andrea Baldini
- Guillaume Bianchi
- Francesca Buccione
- Claudia Caracciolo
- Elisabetta Castrucci
- Giovanni Castrucci
- Valentina Cipriani
- Valentina De Costanzo
- Carolina Erba
- Arianna Errigo

- Daniele Garozzo
- Rossella Gregorio
- Filippo Guerra
- Loreta Gulotta
- Saverio Laiacona
- Camilla Mancini
- Chiara Mormile
- Francesca Palumbo
- Ennio Piazza
- Francesca Palumbo
- Flaminia Prearo
- Francesca Quondamcarlo
- Marco Ramacci

- Federico Riccardi
- Damiano Rosatelli
- Ilaria Salvatori
- Mirko Sandonà
- Luca Simoncelli
- Marta Simoncelli
- Stefano Simoncelli
- Livia Stagni
- Francesco Trani
- Irene Vecchi
- Alice Volpi

Si allenano o si sono allenati a Frascati anche numerosi atleti stranieri, fra i quali gli olimpionici İrem Karamete, Carlos Llavador, Zsolt Nemcsik, Taís Rochel, Guilherme Toldo.
Nel settore paralimpico si distingue Gianmarco Paolucci, campione italiano 2015, 2021 e 2022 e medaglia d'argento ai mondiali 2023 di Terni.

## Dirigenti
Al 2023 i dirigenti sono:.
- Presidente: Paolo Molinari
- Vice presidenti: Massimo Tocci e Massimiliano Coni (Dir. Sportivo)
- Segretario: Patrizio Panattoni
- Altri membri del direttivo: Stefano Salvatore, Marco Nobiloni, Marco Capodicasa, Federico Ottaviani, Dino Ramacci, Massimiliano Tallarico, Pietro Mancini, Roberto Gionni, Alessandro Cocco, Andrea Aquili, Luca Simoncelli, Alessandro D'Alessio, Valerio Aspromonte